# Monnina acuminata
Monnina acuminata är en jungfrulinsväxtart som beskrevs av R. Ferreyra. Monnina acuminata ingår i släktet Monnina och familjen jungfrulinsväxter. Inga underarter finns listade i Catalogue of Life.